# 秀水燕霧堡會戰
秀水燕霧堡會戰，戴潮春事件系列戰役之一，發生於臺灣清領時期同治元年八月十五日至十九日（1862年9月8日－12日），天地會自馬鳴山燕霧堡之役後，第二度大規模進攻彰化縣境內燕霧上、下堡村莊，黃丕建占領秀水庄後，林日成分別從白沙坑庄、口庄和虎山巖三路進攻，燕霧二十四庄團練齊心協防，清軍亦助陣禦敵，鏖戰五日，天地會傷亡慘重，退回彰化縣城。:339

## 背景
同治元年（1862年）春，天地會在大墩一帶倡亂。同年三月二十日（1862年4月18日），天地會首領戴潮春攻佔彰化縣城，復與四塊厝土豪民練首領林日成結盟，成為一股武裝實力強大的政府反抗軍。天地會等反政府軍並以紅旗為幟，而支持官軍的村莊則舉白旗互相對峙。
林日成、戴潮春等為漳州人士，彰化縣境內歸附林、戴亦多為漳籍，因清領台灣時期分類械鬥風氣極盛之故，分布鹿港沿海一帶的泉籍村莊和漳人早有夙怨，大半選擇與清朝官軍合作。:256、280-281天地會為拓展控制版圖，多次進攻泉籍村莊，如農曆三月至四月的鹿港聯庄戰役、六月的馬鳴山燕霧堡戰役、七月下旬的嘉寶潭之役，進展皆未盡理想。
同治元年五月十三日（1862年6月9日），原福寧鎮總兵曾玉明進駐鹿港，奉旨督辦鹿港聯庄一帶軍務，並持續招募各庄頭百姓投效官軍。農曆八月間，曾玉明親率部隊駐軍前線的安東庄（今秀水鄉安東村），令守備陳毓恩駐崙仔頂，民勇首領葉虎鞭與陳大戇則紮營秀水庄，白旗軍勢力兵臨彰化縣城，遂令紅旗軍首領林日成戒備之心大起。:280-281

## 過程

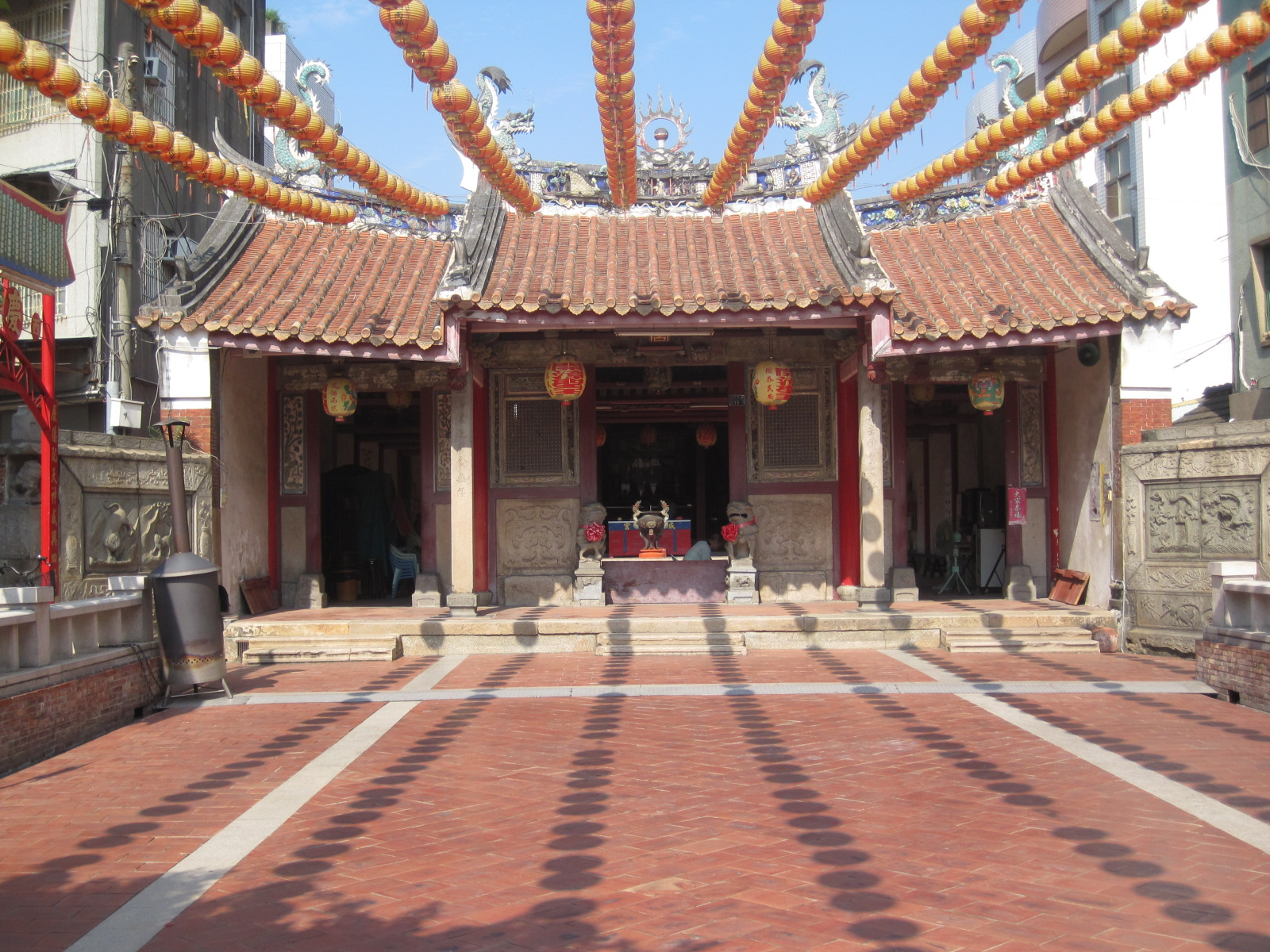
林日成誓師的「彰化聖王廟」，又作「威惠宮」，主祀開漳聖王陳元光。

林日成先委任黃丕建，率眾進攻秀水庄牽制曾玉明與陳毓恩的官軍部隊，並於同治元年八月十五日（1862年9月8日）召集大眾，在彰化縣城內的大聖王廟歃血祭旗，預備集合天地會二萬餘人討伐燕霧二十四庄，替六月廿三日（1862年7月19日）在馬鳴山燕霧堡戰役中，陣亡的戴彩龍、鄭玉麟、戴如璧等報仇雪恨。
同治元年八月十六日（1862年9月9日），林日成進攻燕霧二十四庄，兵分三路：第一路由林日成、林貓率領，循大岸頭大路進攻白沙坑庄（今花壇鄉）、第二路則由鄭知母領軍，鄭知母乃鄭玉麟之兄，誓言為小弟報仇，獨攻口庄（今花壇鄉）、第三路係王萬、江有仁領導，走福人坑山徑，進軍虎山巖（今花壇鄉）。

### 秀水、安東戰區

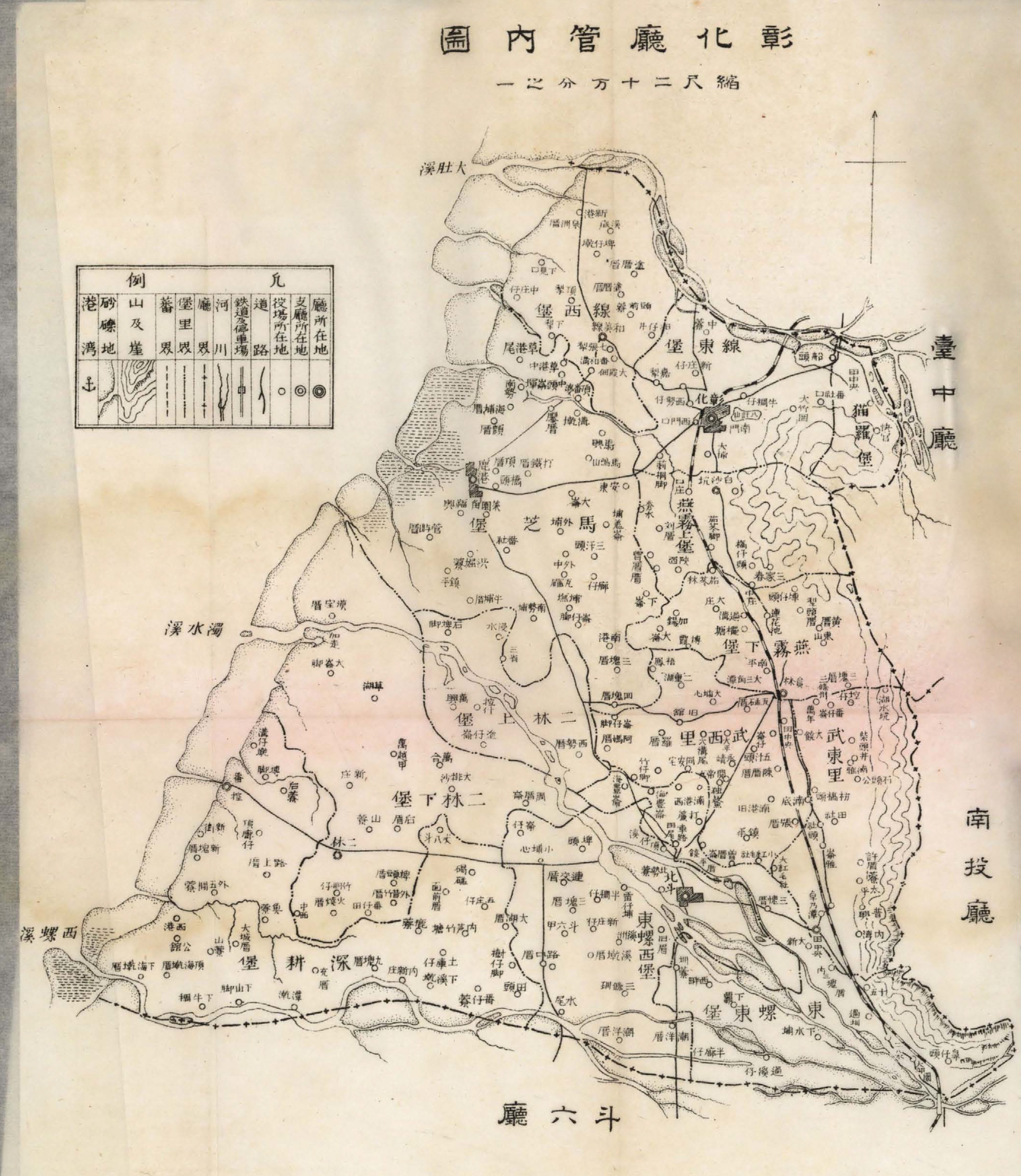
臺灣總督府頒定，通用於1901年至1909年間的臺灣縣彰化廳區域圖（本圖繪製於1905年），此行政區域尚屬臨時過渡時期，大體延續清制。本圖亦記錄許多清代的古地名可索驥。

黃丕建連攻秀水庄三日，八月十五日（1862年9月8日），戍守秀水庄的葉虎鞭與陳大戇勢不能敵，敗象已現；黃丕建與葉虎鞭原本皆是天地會弟兄，曾有過生死盟約，見葉虎鞭肩膀中鎗，遍體鱗傷，於心不忍，攻佔秀水庄後，私縱葉虎鞭。葉虎鞭輾轉帶兵，馳援口庄、白沙坑庄的戰事。
黃丕建等乘勝追擊，持續進攻曾玉明駐守的安東庄，官兵聽聞葉虎鞭戰敗，士氣大跌，預備逃跑，守備陳毓恩乃斬殺欲退縮者五人，並自挺長矛奔上前線，提振士氣，陳大戇與其妻蔡氏圓隨後亦來安東庄聲援，並得燕霧二十四庄百姓助陣協防，黃丕建見強攻不下，鳴金收兵。

### 燕霧堡戰區
八月十六日（1862年9月9日），林日成、林貓一路攻入白沙坑庄，燕霧二十四庄大總理陳捷魁（茄苳腳人）偕陳宗文等親自督戰，戰場上槍林彈雨，白沙坑庄所指揮的令旗被銃子擊破，換了三次，但指揮官陳捷魁、陳宗文皆無有所傷；雙方自辰時火拼至申、酉時之交（約自早上8時至傍晚5時），中間皆無停戰歇息，直到白旗軍葉虎鞭率領部眾自口庄竹巷馳援，此時燕霧各庄來避難者約萬餘人，但避難者中約有數千壯丁亦參與討伐行動。
林日成此時攀至觀音山遙望白沙坑戰況，見白沙坑周圍檳榔、竹木參差叢生，遮蔽屋宇不得見，遂對江有仁說：「路徑叢雜，守禦得法，無異鐵國；誠未易著手也！」江有仁附議，八月十六日（1862年9月9日）夕陽西下，鳴金收兵；翌日再戰，依然作戰不利，林日成與江有仁商議退兵，但鄭知母獨排眾議，道：「今茲再退，何日能拔！且此勁敵（燕霧二十四庄）不拔，終為肘腋之患。」林日成遂續攻燕霧二十四庄，最後卻因營帳中出現許多毒蛇，讓部眾惶惶不安，被咬死者甚多，累計四日仍然退返彰化縣城。

## 土地公顯靈

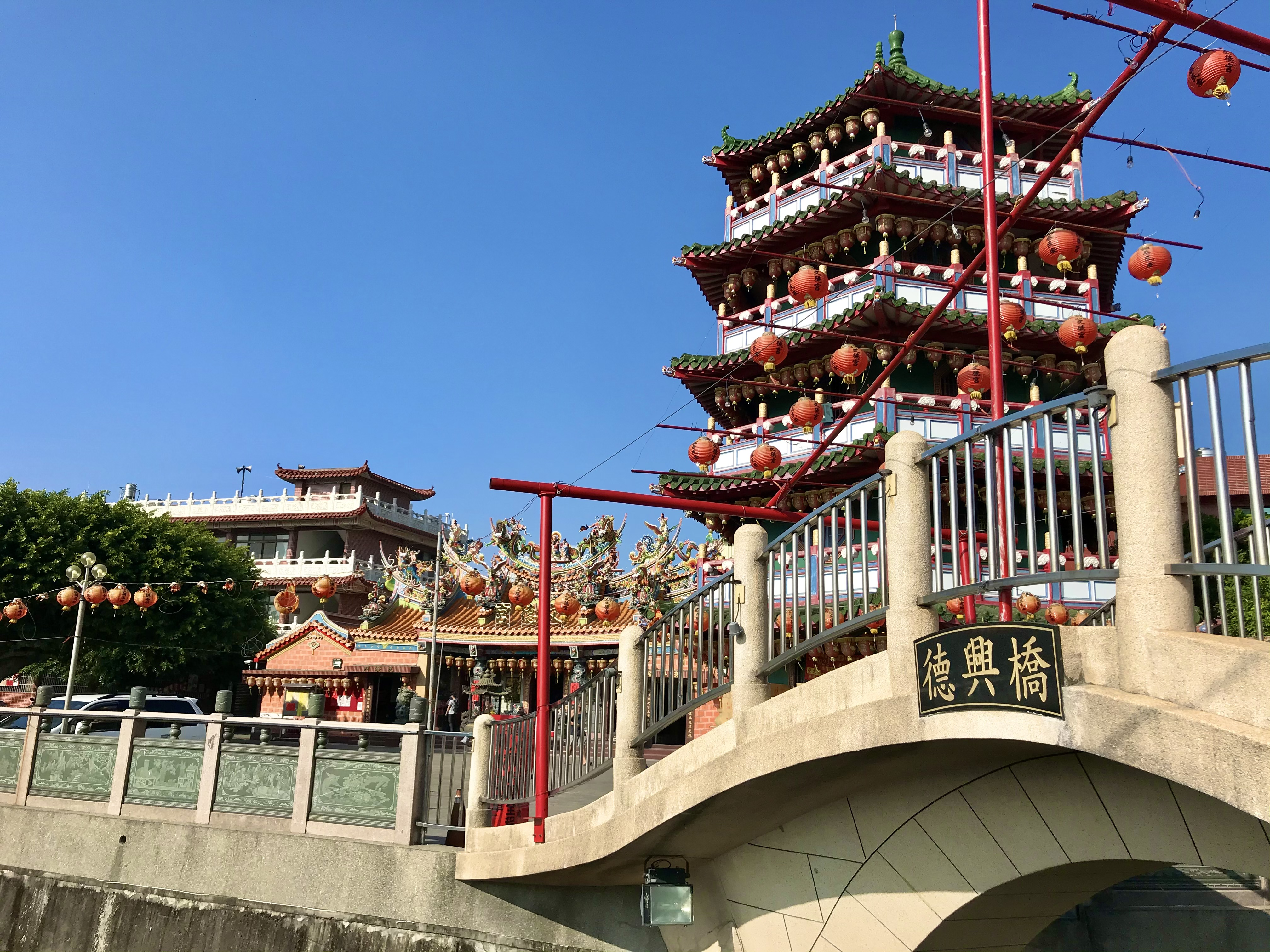
相傳曾於此役顯靈助陣的白沙坑土地公廟。

相傳林日成率兵在八月十六日（1862年9月9日）進攻白沙坑庄，村民並沒有預先戒備，而當日早上忽然有一位白髮老人出現在茄苳腳至三家春等處，沿途不斷鳴鑼示警，約莫中午時分，白沙坑諸庄便接到緊急通報，林日成即將率大軍三路來攻。此外，林日成營帳之中出現許多毒蛇，相傳也是白沙坑土地公顯靈之助。

## 後續
- 根據蔡青筠《戴案記略》記載，天地會此役約四百餘人戰死，負傷者逾千人。[1]
- 燕霧二十四庄擊退天地會後，屬快官三十五庄之一的南門口張赤帶勇 800 員投靠，鹿港聯庄聲勢更加穩固。[1][5]